# Instituto Monroe
El Instituto Monroe (The Monroe Institute (TMI)) es una organización con sede en Faber, Virginia, Estados Unidos, supuestamente sin ánimo de lucro [cita requerida], dedicada a la divulgación, educación e investigación de la conciencia humana, especialmente las experiencias fuera del cuerpo. Más de 20.000 personas han participado en el programa residencial del TMI durante sus primeros treinta años. El Instituto Monroe proclama una política carente de cualquier dogma o prejuicio religioso, político o social.
El TMI fue fundado por Robert Monroe después de varios años de que él comenzara a tener experiencias extracorporales, con el objetivo de ayudar a expandir la conciencia sobre las actividades no físicas posibles para una humanidad que en ese entonces desconocía casi completamente su potencial. Se compone de varios edificios en 300 acres de tierra al sur de Charlottesville, Virginia, EE. UU. Una de sus actividades incluye la enseñanza de diversas técnicas, basadas en los procesos de orientación de audio, con el fin de expandir y explorar áreas de la conciencia que normalmente no son accesibles en estado de vigilia.

## Investigación
Los estudios controlados de la tecnología del Instituto indican que sus técnicas son eficaces como analgésicas y puede reducir los tiempos de alta hospitalaria. El Instituto cuenta con un programa de afiliados con membresía profesional, y también publica artículos científicos en un subconjunto de sus propios estudios de alteración de estados de conciencia. En su propio laboratorio se provocan estos estados mediante la entrega del llamado Hemi-Sync, un dispositivo en el que los sujetos realizan procedimientos de relajación dentro de un recinto blindado, en condiciones de privación sensorial. La progresión a través de estos estados modificados de conciencia se monitorean midiendo la temperatura periférica de la piel, la respuesta galvánica de la piel y el voltaje potencial de la piel.

## Polémica
Algunas personas piensan que las investigaciones del Instituto Monroe tienen connotaciones pseudocientíficas. En concreto el uso de ondas binaurales, cuyos beneficios no han sido contrastados en la comunidad científica.